# Nhiệt động lực học lỗ đen

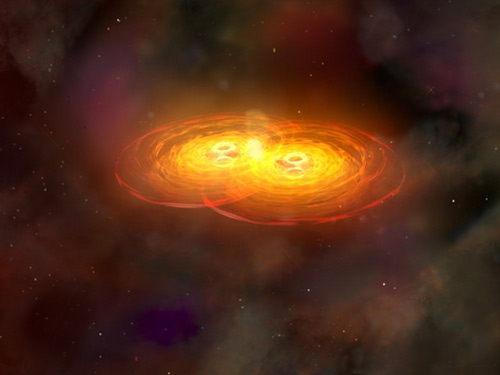
Ảnh minh họa của nghệ sĩ về hai lỗ đen đang hợp nhất, một quá trình mà các định luật nhiệt động lực học vẫn giữ

Trong vật lý, nhiệt động lực học lỗ đen là chuyên ngành nghiên cứu nhằm làm các định luật nhiệt động lực học tương thích với sự tồn tại của chân trời sự kiện lỗ đen. Sau khi việc nghiên cứu cơ học thống kê của bức xạ vật đen dẫn đến sự hình thành lý thuyết cơ học lượng tử, nỗ lực để hiểu được bản chất cơ học thống kê của lỗ đen đã có ảnh hưởng lớn lên cái nhìn về hấp dẫn lượng tử, dẫn đến sự hình thành của nguyên lý toàn ký.

## Tổng quan
Định luật hai của nhiệt động lực học yêu cầu hố đen phải có entropy. Nếu một hố đen không có entropy, định luật thứ hai có thể bị vi phạm bằng cách cho khối lượng vào hố đen. Khi ấy entropy của hố đen tăng nhiều hơn là entropy giảm của vật bị hút vào.
Năm 1972, Jacob Bekenstein đặt giả thuyết rằng hố đen phải có entropy, đồng thời trong cùng năm, ông đưa ra định lý không tóc. Phát hiện của Bekenstein được đánh giá cao bởi nhà vật lý lý thuyết nổi tiếng người Anh của Đại học Cambridge, Stephen Hawking.
Năm 1973 Bekenstein đề xuất {\displaystyle {\frac {\ln {2}}{8\pi }}\approx 0.0276} là hằng số tỉ lệ, khẳng định nếu hằng số thực không bằng đúng số này thì cũng rất gần nó. Năm 1974, Hawking chỉ ra rằng lỗ đen phát ra bức xạ Hawking tương ứng với một nhiệt độ nhất định (nhiệt độ Hawking). Sử dụng mối liên hệ nhiệt động lực giữa năng lượng, nhiệt độ và entropy, Hawking xác nhận giả thuyết của Bekenstein và tìm ra hằng số tỉ lệ là 1/4:
{\displaystyle S_{\text{BH}}={\frac {k_{\text{B}}A}{4\ell _{\text{P}}^{2}}},}
trong đó SBH là entropy lỗ đen, A là diện tích của chân trời sự kiện, kB là hằng số Boltzmann, và {\displaystyle \ell _{\text{P}}={\sqrt {G\hbar /c^{3}}}} là độ dài Planck. Đây thường được gọi là công thức Bekenstein–Hawking. Entropy của lỗ đen tỷ lệ thuận với diện tích chân trời sự kiện của nó A. Việc entropy của lỗ đen là entropy lớn nhất cho phép bởi giới hạn Bekenstein là nhận định chính dẫn đến nguyên tắc toàn ký. Mối quan hệ diện tích này được tổng quát hóa thành những vùng tùy ý bởi công thức Ryu–Takayanagi, liên hệ entropy liên đới của một lý thuyết trường bảo giác biên với lý thuyết hấp dẫn đôi của nó.
Mặc dù tính toán của Hawking cho thêm bằng chứng nhiệt động lực về entropy lỗ đen, cho đến năm 1995 chưa có ai tính được entropy lỗ đen dựa trên cơ học thống kê, tức liên hệ với một lượng lớn các trạng thái vi mô. Thực tế, định lý không tóc có vẻ như ám chỉ hố đen chỉ có thế có một trạng thái vi mô. Năm 1995, tình hình thay đổi khi Andrew Strominger và Cumrun Vafa tính được entropy Bekenstein–Hawking của một hố đen siêu đối xứng trong lý thuyết dây, sử dụng những phương pháp dựa trên D-brane và đối ngẫu dây. Tính toán của họ được theo sau bởi nhiều kết quả tương tự về nhiều loại lỗ đen hơn, và chúng đều tuân theo công thức Bekenstein–Hawking. Tuy nhiên, với lỗ đen Schwarzschild, được coi là lỗ đen ít cực đoan nhất, quan hệ giữa trạng thái vi mô và vĩ mô vẫn chưa được miêu tả. Nỗ lực xây dựng một câu trả lời hoàn thiện trong khuôn khổ của lý thuyết dây vẫn tiếp tục.
Trong hấp dẫn lượng tử vòng (LQG), có thể hiểu trạng thái vi mô bằng một liên hệ hình học: chúng là những hình học lượng tử của chân trời sự kiện. LQG cho một giải thích hình học của sự hữu hạn của entropy và tính tỉ lệ với diện tích của chân trời sự kiện. Từ dạng hiệp biến của lý thuyết lượng tử (bọt spin), có thể suy ra mối liên hệ đúng giữa năng lượng và diện tích (định luật thứ nhất), nhiệt độ Unruh và phân phối tạo nên entropy Hawking.

### Danh mục
- Bardeen, J. M.; Carter, B.; Hawking, S. W. (1973). "The four laws of black hole mechanics". Communications in Mathematical Physics. Quyển 31 số 2. tr. 161–170. Bibcode:1973CMaPh..31..161B. doi:10.1007/BF01645742.
- Bekenstein, Jacob D. (tháng 4 năm 1973). "Black holes and entropy". Physical Review D. Quyển 7 số 8. tr. 2333–2346. Bibcode:1973PhRvD...7.2333B. doi:10.1103/PhysRevD.7.2333.
- Hawking, Stephen W. (1974). "Black hole explosions?". Nature. Quyển 248 số 5443. tr. 30–31. Bibcode:1974Natur.248...30H. doi:10.1038/248030a0.
- Hawking, Stephen W. (1975). "Particle creation by black holes". Communications in Mathematical Physics. Quyển 43 số 3. tr. 199–220. Bibcode:1975CMaPh..43..199H. doi:10.1007/BF02345020.
- Hawking, S. W.; Ellis, G. F. R. (1973). The Large Scale Structure of Space–Time. New York: Cambridge University Press. ISBN 978-0-521-09906-6.
- Hawking, Stephen W. (1994). "The Nature of Space and Time". arXiv:hep-th/9409195.
- 't Hooft, Gerardus (1985). "On the quantum structure of a black hole" (PDF). Nuclear Physics B. Quyển 256. tr. 727–745. Bibcode:1985NuPhB.256..727T. doi:10.1016/0550-3213(85)90418-3. Bản gốc (PDF) lưu trữ ngày 26 tháng 9 năm 2011.
- Page, Don (2005). "Hawking Radiation and Black Hole Thermodynamics". New Journal of Physics. Quyển 7 số 1. tr. 203. arXiv:hep-th/0409024. Bibcode:2005NJPh....7..203P. doi:10.1088/1367-2630/7/1/203.